# Санта Северина
Са̀нта Северѝна (на италиански: Santa Severina) е село и община в Южна Италия, провинция Кротоне, регион Калабрия. Разположено е на 326 m надморска височина. Населението на общината е 2196 души (към 2012 г.).